# Edwin Southern

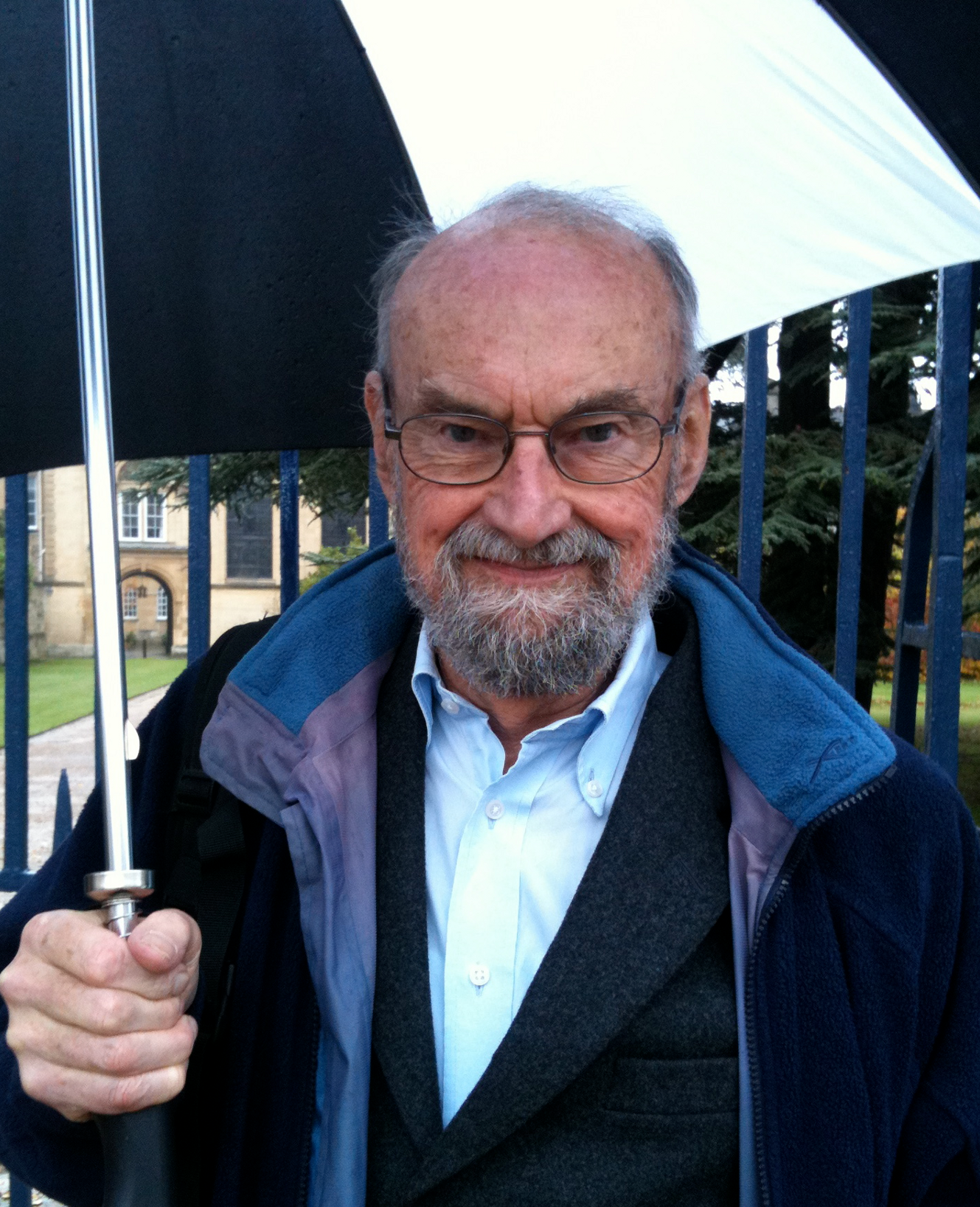
Sir Edwin Southern 2012 in Oxford

Sir Edwin Mellor Southern (* 7. Juni 1938 in Burnley, Grafschaft Lancashire) ist ein britischer Molekularbiologe, der von 1985 bis 2005 als Whitley-Professor für Biochemie an der University of Oxford tätig war. Er entwickelte in den 1970er Jahren eine Methode zum Nachweis einer bestimmten Gensequenz in einem komplexen DNA-Gemisch, die ihm zu Ehren als Southern Blot bezeichnet wurde und bis in die Gegenwart zu den wichtigsten Techniken in der molekularbiologischen Forschung zählt. Auch die Bezeichnungen der von George R. Stark entwickelten Labormethoden Northern Blot zur Analyse von RNA und Western Blot zur Untersuchung von Proteinen sind eine Anspielung auf den Namen Southern Blot.

## Leben
Edwin Southern wurde 1938 in Burnley geboren und studierte bis 1958 Chemie an der University of Manchester. Vier Jahre später promovierte er an der University of Glasgow im Fach Biochemie. Anschließend war er zunächst an der Forschungsstation für Tieftemperaturen des Antarktis-Forschungszentrums in Cambridge tätig. Im Jahr 1967 wechselte er an die Mammalian Genome Unit des Medical Research Council (MRC) an der University of Edinburgh und erforschte dort Methoden zur Sequenzierung von Desoxyribonukleinsäure (DNA). Auf ihn geht beispielsweise die Nutzung von bestimmten Enzymen, den Typ-II-Endonukleasen, bei der DNA-Sequenzanalyse zurück. Ab 1973 entwickelte er in Edinburgh darüber hinaus die später nach ihm benannte Labormethode Southern Blot, mit der in einem Gemisch aus verschiedenen DNA-Molekülen eine bestimmte DNA-Sequenz nachgewiesen werden kann. Er veröffentlichte sie 1975 in der Fachzeitschrift Journal of Molecular Biology unter dem Titel „Detection of specific sequences among DNA fragments separated by gel electrophoresis“ (J Mol Biol. 1975. 98(3):503–517). Zur weitreichenden Verbreitung dieser Technik trug auch der Umstand bei, dass Edwin Southern sie nicht patentrechtlich schützen ließ.
Zusammen mit der Clinical and Population Cytogenetics Unit des MRC am Western General Hospital in Edinburgh initiierte er ab 1979 das erste Projekt zur Kartierung des menschlichen Genoms, in dessen Rahmen er verschiedene Technologien zur Trennung, Größenbestimmung und Sequenzierung von DNA entwickelte. Im Jahr 1985, fünf Jahre nach seiner Ernennung zum Direktor der MRC Mammalian Genome Unit, wurde er Whitley-Professor für Biochemie an der University of Oxford und Fellow des dortigen Trinity College. Ab 1988 war Edwin Southern wesentlich an der Entwicklung der DNA-Chip-Technologie beteiligt, für die er im Gegensatz zur Southern-Blot-Technik mehrere Patente beantragte und erhielt. Im Jahr 1995 gründete er die Firma Oxford Gene Technology, für die er als Präsident und Wissenschaftsleiter (Chief Scientific Officer) fungiert. Zehn Jahre später wurde er an der University of Oxford emeritiert.
Seit 2019 zählt ihn der Medienkonzern Clarivate zu den Favoriten auf einen Nobelpreis (Clarivate Citation Laureates).

## Auszeichnungen
Zu den akademischen und staatlichen Ehrungen, die Edwin Southern für sein wissenschaftliches Wirken erhielt, zählen die Aufnahme als Fellow in die Royal Society im Jahr 1983 und die Ernennung zum Knight Bachelor im Jahr 2003 sowie die Verleihung des Gairdner Foundation International Awards 1990, der Royal Medal 1998 und des Albert Lasker Awards for Clinical Medical Research 2005. Er ist darüber hinaus Ehrenmitglied der Biochemical Society und seit 1988 auswärtiges Mitglied der American Academy of Arts and Sciences. Die Universität Padua (1988), die University of Edinburgh (1991), die Universität Lund (1995), die Universität Uppsala (2003) und die University of Glasgow (2004) verliehen ihm die Ehrendoktorwürde.